# Ricoh Open 2016
Ricoh Open 2016 — тенісний турнір, що проходив на відкритих кортах з трав'яним покриттям. Це був 27-й за ліком Rosmalen Grass Court Championships. Належав до серії 250 у рамках Туру ATP 2016, а також до серії International у рамках Туру WTA 2016. І чоловічі, і жіночі змагання відбулись у парку Autotron у Rosmalen (Нідерланди). Тривав з 6 до 12 червня 2016 року. Ніколя Маю і Коко Вандевей здобули титули в одиночному розряді.

## Учасники основної сітки в рамках чоловічого турніру

### Сіяні учасники
| Країна     | Гравець       | Рейтинг1 | Сіяний |
| ---------- | ------------- | -------- | ------ |
| Іспанія    | Давид Феррер  | 11       | 1      |
| Австралія  | Бернард Томіч | 22       | 2      |
| Хорватія   | Іво Карлович  | 28       | 3      |
| США        | Стів Джонсон  | 34       | 4      |
| США        | Сем Кверрі    | 37       | 5      |
| Італія     | Андреас Сеппі | 38       | 6      |
| Люксембург | Жіль Мюллер   | 42       | 7      |
| Франція    | Ніколя Маю    | 44       | 8      |

- 1 Рейтинг подано станом на 23 травня 2016.

### Інші учасники
Нижче наведено учасників, які отримали вайлд-кард на участь в основній сітці:
- Стефан Козлов
- Ніколя Маю
- Ігор Сійслінґ

Нижче наведено гравців, які пробились в основну сітку через стадію кваліфікації:
- Ернесто Ескобедо
- Лукаш Лацко
- Данило Медведєв
- Денис Новіков

### Відмовились від участі
До початку турніру
- Пабло Карреньо Буста → його замінив  Давид Феррер
- Олександр Долгополов → його замінив   Ражів Рам
- Рішар Гаске → його замінив  Іван Додіг
- Давід Ґоффен → його замінив   Адріан Маннаріно
- Жуан Соуза → його замінив  Дуді Села
- Фернандо Вердаско → його замінив  Орасіо Себальйос
- Олександр Звєрєв → його замінив  Бенжамін Бекер

## Учасники основної сітки в парному розряді

### Сіяні пари
| Країна          | Гравець        | Країна   | Гравець              | Рейтинг1 | Сіяні |
| --------------- | -------------- | -------- | -------------------- | -------- | ----- |
| Індія           | Роган Бопанна  | Франція  | Ніколя Маю           | 13       | 1     |
| Хорватія        | Іван Додіг     | США      | Ражів Рам            | 37       | 2     |
| Велика Британія | Домінік Інглот | ПАР      | Равен Класен         | 45       | 3     |
| Канада          | Деніел Нестор  | Пакистан | Айсам-уль-Хак Куреші | 67       | 4     |

- 1 Рейтинг подано станом на 23 травня 2016.

### Інші учасники
Нижче наведено пари, які отримали вайлдкард на участь в основній сітці:
- Гільєрмо Гарсія-Лопес /  Робін Гаасе
- Matt Reid /  Бернард Томіч

### Відмовились від участі
Під час турніру
- Іван Додіг (хвороба)

## Учасниці основної сітки в рамках жіночого турніру

### Сіяні пари
| Країна    | Гравчиня            | Рейтинг1 | Сіяна |
| --------- | ------------------- | -------- | ----- |
| Швейцарія | Белінда Бенчич      | 8        | 1     |
| Сербія    | Єлена Янкович       | 26       | 2     |
| Франція   | Крістіна Младенович | 30       | 3     |
| Латвія    | Олена Остапенко     | 36       | 4     |
| Німеччина | Лаура Зігемунд      | 37       | 5     |
| США       | Коко Вандевей       | 43       | 6     |
| Канада    | Ежені Бушар         | 47       | 7     |
| Німеччина | Анна-Лена Фрідзам   | 48       | 8     |

- 1 Рейтинг подано станом на 23 травня 2016.

### Інші учасниці
Нижче наведено учасниць, які отримали вайлд-кард на участь в основній сітці:
- Інді де Вроме
- Дальма Гальфі
- Рішель Гогеркамп

Нижче наведено гравчинь, які пробились в основну сітку через стадію кваліфікації:
- Вікторія Голубич
- Ері Нодзумі
- Йована Якшич
- Ірина Хромачова
- Елісе Мертенс
- Одзакі Ріса

Як щасливий лузер в основну сітку потрапили такі гравчині:
- Александра Крунич

### Відмовились від участі
До початку турніру
- Тімеа Бабош → її замінила  Міряна Лучич-Бароні
- Анніка Бек → її замінила  Александра Крунич
- Каміла Джорджі → її замінила  Катерина Козлова
- Анастасія Павлюченкова → її замінила  Полона Герцог
- Барбора Стрицова → її замінила  Ярослава Шведова

## Учасниці основної сітки в парному розряді

### Сіяні пари
| Країна    | Гравчиня           | Країна    | Гравчиня            | Рейтинг1 | Сіяна |
| --------- | ------------------ | --------- | ------------------- | -------- | ----- |
| Грузія    | Оксана Калашникова | Казахстан | Ярослава Шведова    | 54       | 1     |
| Хорватія  | Дарія Юрак         | Австралія | Анастасія Родіонова | 92       | 2     |
| Японія    | Ері Нодзумі        | Японія    | Мію Като            | 129      | 3     |
| Швейцарія | Ксенія Нолл        | Сербія    | Александра Крунич   | 139      | 4     |

- 1 Рейтинг подано станом на 23 травня 2016.

## Переможниці та фіналістки

### Чоловіки. Одиночний розряд
- Ніколя Маю —  Жіль Мюллер, 6–4, 6–4

### Одиночний розряд. Жінки
- Коко Вандевей —  Крістіна Младенович 7–5, 7–5

### Парний розряд. Чоловіки
- Мате Павич /  Майкл Венус —  Домінік Інглот /  Равен Класен, 3–6, 6–3, [11–9]

### Парний розряд. Жінки
- Оксана Калашникова /  Ярослава Шведова —  Ксенія Нолл /  Александра Крунич, 6–1, 6–1